# 타즈족
타즈족(러시아어: Тазы, 중국어 간체자: 塔兹族)은 주로 러시아에 거주하는 퉁구스족과 한족의 혼혈 계통 민족이다. 타즈족은 1890년대에 중국인과 우데게족, 나나이인들 사이의 통혼으로 인해 형성되었으며. 타즈족은 우데게어 와 나나이어의 차용어와 함께 러시아어와 둥베이 관화를 구사한다. 또 2002년 러시아 인구조사에 따르면 타즈족의 인구는 276명 이다 이들은 본래 타즈 방언이라는 동북관화의 한 방언을 사용하였으나 오늘날에는 모두 러시아어를 사용하고 있다.